# Salix myrsinifolia
Salix myrsinifolia es una especie de sauce perteneciente a la familia de las salicáceas. Es nativa de Europa y oeste de Siberia.

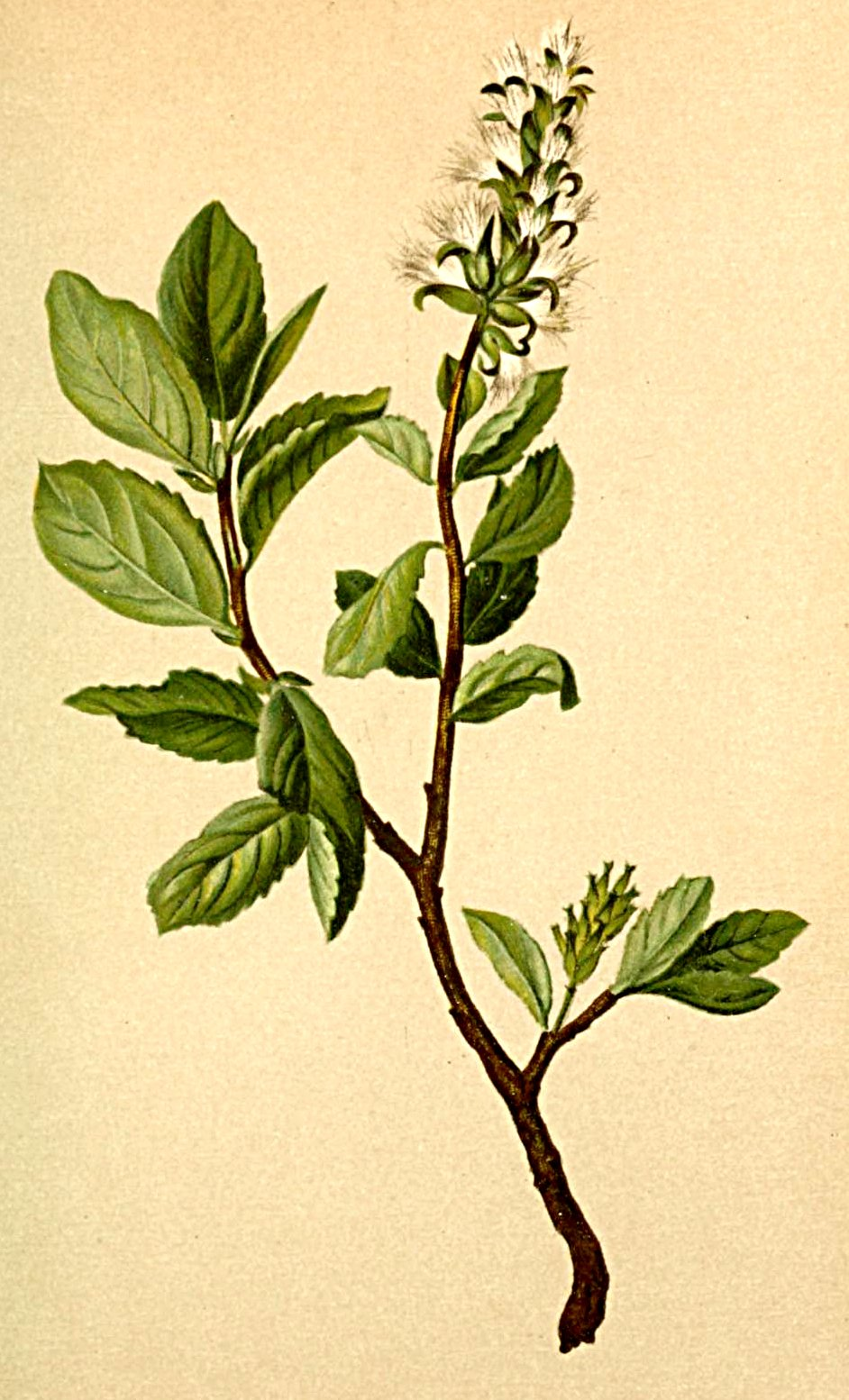
Ilustración

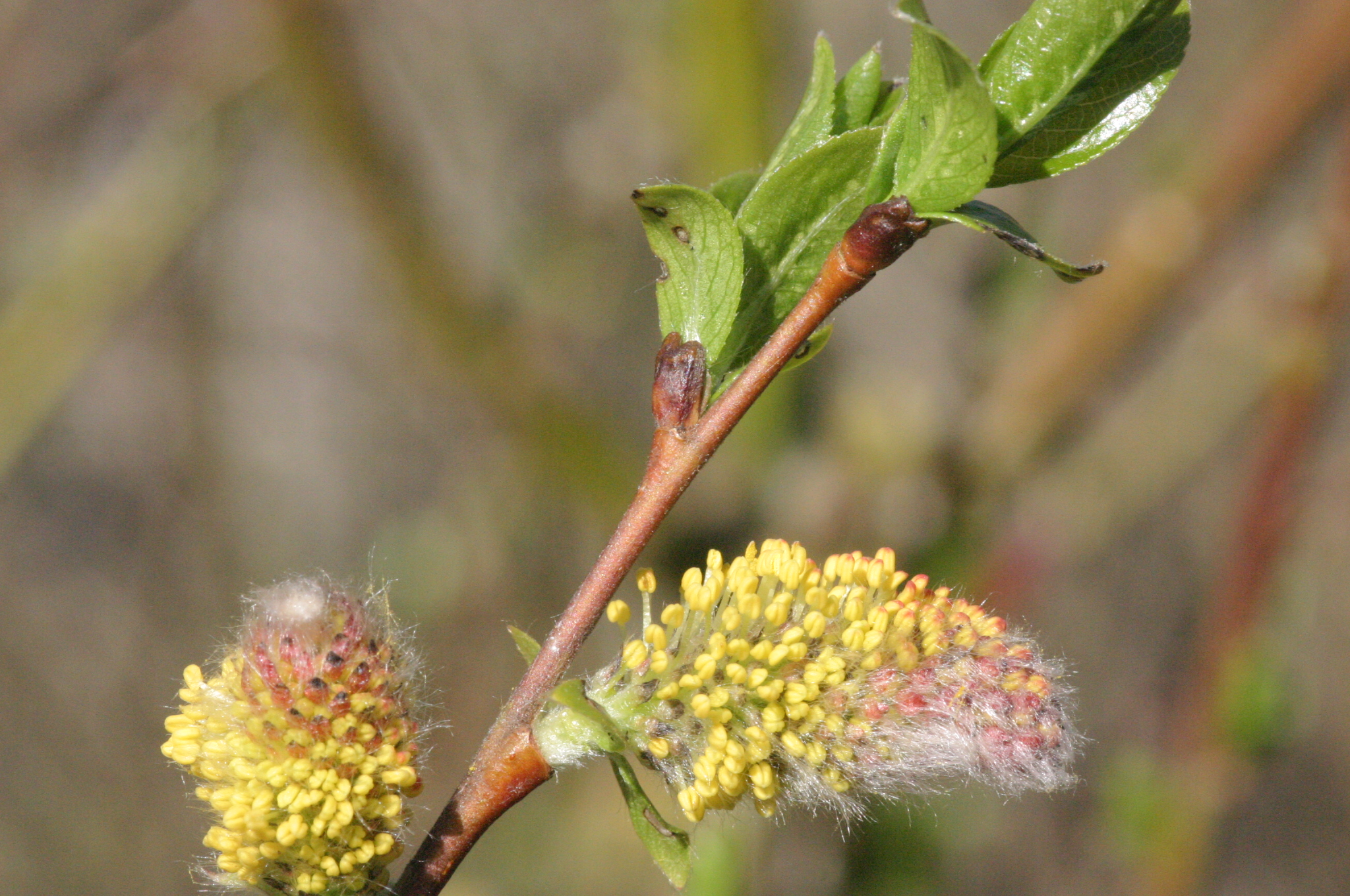
Detalle

## Descripción
Tiene las ramas de color rojo oscuro marrón o gris-marrón,  glabras o peluda,  ramillas de color marrón rojizo, las hojas de moderada a muy densamente pubescentes o aterciopeladas: estípulas por lo general foliáceas, ápice agudo, pecíolo convexo a plano, o superficialmente acanalado adaxialmente, las láminas ampliamente obovadas, elípticas  o subcirculares, de 24-52  x 12-45 mm, de base cóncava, redondeada, subcordada, cordada, o cuneada, los márgenes serrulados, o crenulados a subenteros, ápice abruptamente acuminado o agudo. Las inflorescencias en forma de amentos  que se producen cuando las hojas emergen. El fruto es una cápsula. de 6-10 mm.

## Distribución
Se encuentra en Eurasia y está introducido en Ontario, aunque debe ser confirmado.

## Taxonomía
Salix myrsinifolia fue descrita por Richard Anthony Salisbury y publicado en Prodromus stirpium in horto ad Chapel Allerton vigentium 394, en el año 1796.
Etimología
Salix: nombre genérico latino para el sauce, sus ramas y madera.
myrsinifolia: epíteto latino que significa "con las hojas de Myrsine.
Citología
El número cromosomático es de: 2 n = 114.
Sinonimia
- Salix nigricans Sm.[5]